# La Cortinada
La Cortinada è un villaggio di Andorra, nella parrocchia di Ordino con 785 abitanti (dato 2010) .
È classificata come patrimonio culturale la chiesa di Sant Martí de la Cortinada, costruita in stile romanico e barocco